# Offelten
Offelten ist ein Ort mit 496 Einwohnern und ein Stadtteil von Preußisch Oldendorf im nordrhein-westfälischen Kreis Minden-Lübbecke.

## Geschichte
Die Bauerschaft und das Gut Offelten gehörten bis zur Franzosenzeit zur Vogtei Oldendorf im Amt Limberg der Grafschaft Ravensberg. Von 1807 bis 1810 gehörte der Ort zum Kanton Oldendorf des napoleonischen Satellitenstaats Königreich Westphalen. Von 1811 bis 1813 gehörte Offelten unmittelbar zu Frankreich und dort zur Mairie Oldendorf im Arrondissement Minden des Departements der Oberen Ems. 1816 kam der Ort zum neuen Kreis Rahden, aus dem 1832 der Kreis Lübbecke wurde. Im Kreis Lübbecke gehörte die Gemeinde Offelten zum Amt Preußisch Oldendorf.
Am 1. Januar 1973 wurde die Gemeinde Offelten durch das Bielefeld-Gesetz in die Stadt Preußisch Oldendorf eingegliedert.
Der Ort zählt zu den schönsten Fachwerkdörfern in Ostwestfalen-Lippe. 1661 erwarb die Familie von dem Bussche einen 300 Morgen umfassenden Meierhof in Offelten und erhob ihn zum Rittergut, das bis ins 20. Jahrhundert in ihrem Besitz verblieb. In Offelten sind zahlreiche historische bäuerliche Fachwerkgebäude erhalten. Die Erhaltung der Bausubstanz wird von den Einwohnern und der Stadt Preußisch Oldendorf unterstützt. Für einzelne Hofstellen werden Umnutzungskonzepte erstellt. Landwirtschaft prägt bis heute das Bild des Ortes. 
Südlich von Offelten liegt das Naturschutzgebiet Limberg und Offelter Berg.

## Verkehr
Der Haltepunkt Offelten liegt an der Wittlager Kreisbahn. Dort verkehren neben Überführungsfahrten seit 2018 wieder Museumszüge der Museums-Eisenbahn Minden zum Bahnhof Bohmte Ost, die zuvor erst ab Preußisch Oldendorf fuhren.

## Persönlichkeiten
- Heinrich Albert von dem Bussche (1664–1731), Berghauptmann in Clausthal und Kammerpräsident in Hannover